# Buschhausen (Oberhausen)
Die ehemalige Gemeinde Buschhausen ist ein Stadtteil von Oberhausen, der im Südwesten des Stadtbezirks Sterkrade und östlich des Duisburger Stadtbezirks Hamborn liegt und Ende 2023 insgesamt 8.116 Einwohner zählte.

## Geschichte

### Politische Geschichte
Schultheiße des Reichsstiftes Essen, die ihren Sitz auf dem Oberhof in Beeck hatten, sowie der Oberhof Hamborn ließen vor über 1000 Jahren Wälder nördlich der Emscher im Bereich der Bäche Nord- und Südbeeck roden und das Land unter Pflug nehmen. Es kam daher zu der Bezeichnung Boshusen – Holthusen – Holthausen – heute Buschhausen, was eine aus dem „Holz“ gerodete Siedlungsfläche bedeutete.
Erste Bauernhöfe siedelten sich um 1000 (Hagmann Hof) in der Emscheraue an. Um 1250 lässt der Hamborner Oberhof  weitere Nebenhöfe wie „ten Eicken“, „to Holthus“, „auf der Hufe“, „opper Rotthauwe“, „auf dem Felde“ und den „Baltushof“ entstanden. Um 1600 folgten die Höfe „Winningshof“, „kleine Brinkhof“, „Schwarzkotten“ (Schlagermann) und „Kleiefeld“. 1848 wurde die heutige „Baumeister Mühle“ durch die Familie Köster erbaut. 1858 kam eine katholische Schule hinzu.
Im Jahre 1886 wurden auf königlich preußischen Erlass Grundgüter der Gemeinde Beeck-Hamborn abgetrennt und zu einer politischen Landgemeinde Buschhausen vereinigt. Erster Gemeindevorsteher war Josef Schulte-Ostrop. Verwaltungsmäßig unterstand die neue Gemeinde dem Bürgermeisterverband Sterkrade. Bereits am 1. April 1909 kam es nach zähen Verhandlungen zur Eingemeindung Buschhausens nach Sterkrade. In den Jahren 1912 und 1913 wurde Buschhausen an das Eisenbahn- und Straßenbahnnetz angeschlossen. 1929 kam Buschhausen im Zuge der kommunalen Neuordnung mit Sterkrade in die neu gebildete Großstadt Oberhausen.
Bis in die Zeit der Industrialisierung war Buschhausen eine kleine Bauerschaft. Die Zeit der aufkommenden Technik durchschnitt und zerteilte die auseinander gezogene Landsiedlung mit Bahndämmen, Kanalisationen, Straßen und dem Rhein-Herne-Kanal. Durch die Einkesselung von der Gutehoffnungshütte im Osten, der Concordiaschächte im Süden und der Schachtanlage „Deutscher Kaiser“ (Zeche Neumühl) im Westen sowie der Aufkauf der Ländereien durch den Bergbau aufgrund von Bergschäden ging die Landwirtschaft in Buschhausen fast ganz zurück, sodass es heute zu einem Wohn- und Kleinindustriegebiet geworden ist.

### Wappen
Blasonierung: „Geteilt in Silber (Weiß), über einer goldenen (gelben), eingebogenen Spitze, diese belegt mit einem schwarzen Pflug, vorn über einem grünen Dreiberg, wachsend, hinter einem roten, bezinnten Treppenaufgang, von zwei abgedeckten Seitentürmen flankiert, ein roter, hochstrebender gotischer, von drei offenen Rundbogenfenstern durchbrochener Backsteingiebel; hinten ein schrägrechter blauer Wellenbalken belegt mit einer silbernen (weißen) Zange.“
Das Wappen Buschhausens ist dreigeteilt und gleicht dem der Stadt Oberhausen. Es ist allerdings heraldisch nicht korrekt gestaltet; es ist unzulässig, Metalle (Gold und Silber) aneinandergrenzen zu lassen, darüber hinaus ist in Wellenbalken belegt mit einer Zange ebenfalls nicht üblich.
Der Backsteingiebel steht für die älteste Schule Buschhausens, die Fichteschule; der blaue Wellenbalken steht für den alten Lauf der Emscher, welche die Gemeinde früher durchfloss, die Zange steht sowohl für die Stahlindustrie als auch für die Zugehörigkeit zu Oberhausen und der Pflug erinnert an die frühere Landgemeinde.

## Heutiger Charakter

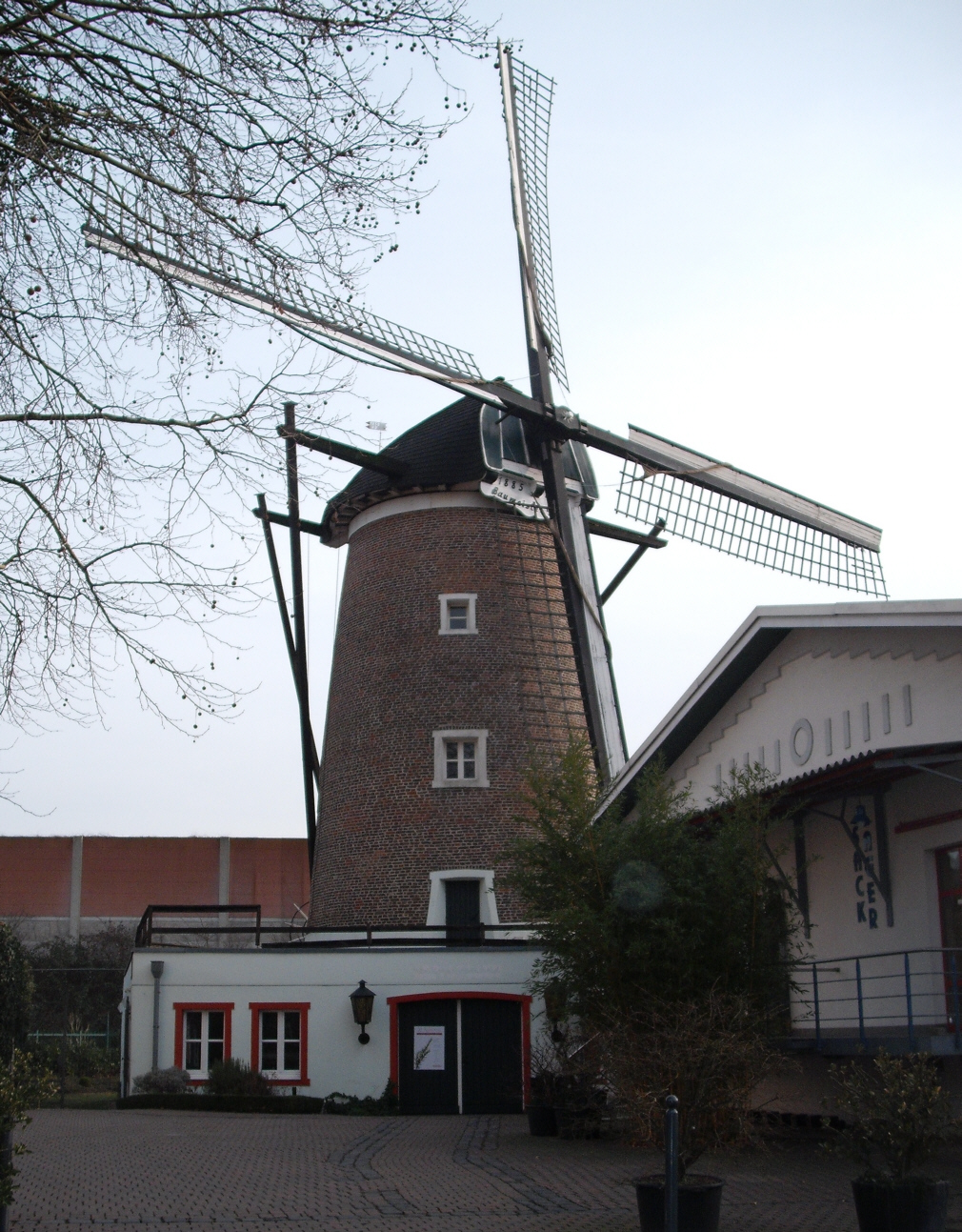
Baumeister Mühle

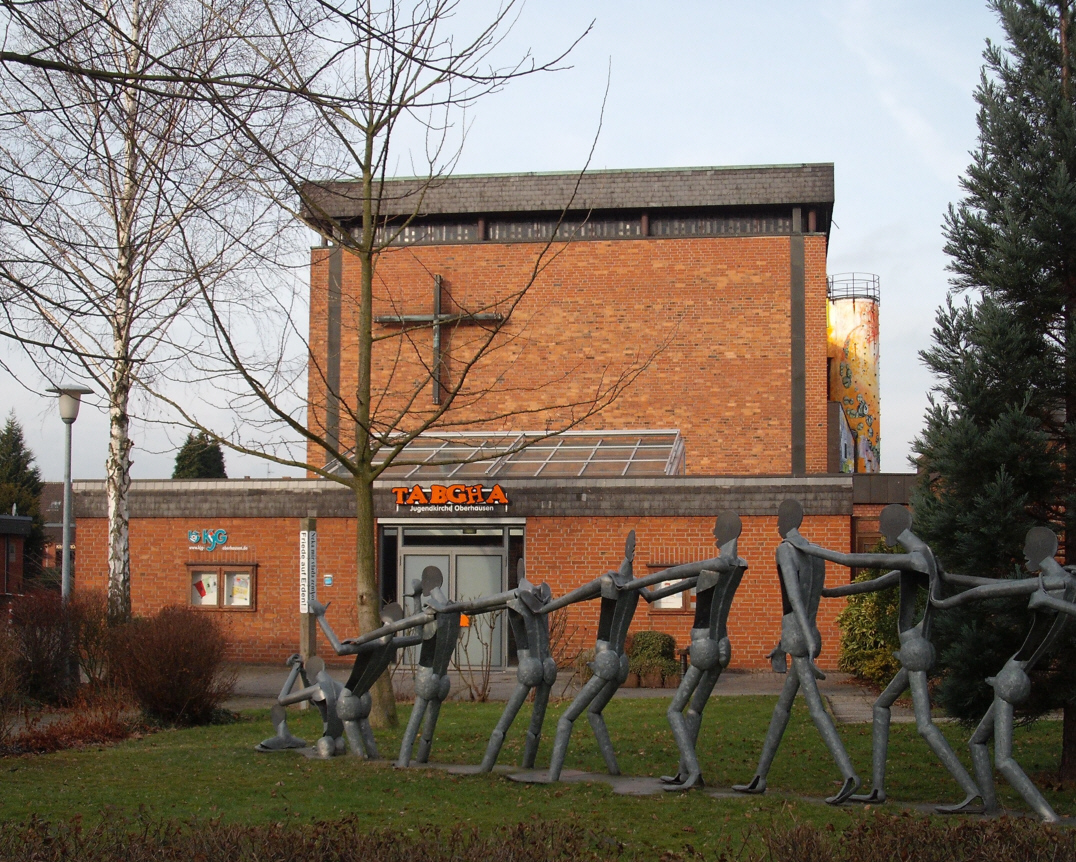
Tabgha Jugendkirche

Buschhausen ist heute überwiegend durch Wohnbebauung geprägt, insbesondere im Norden an der Grenze zu Biefang durch einen weißen Hochhausblock. Dagegen besteht der Westen überwiegend aus zweigeschossigen Häusern. Das Zentrum bildet die Kreuzung der südwest-nordost verlaufenden Thüringer/Mecklenburger Straße mit der nordwest-südostverlaufenden Friesen-/Buschhausener Straße. Dort befinden sich zwei Schnellrestaurants, eine Reinigung, ein Bäckerladen, ein Ärztehaus, ein Technik-Laden, der sich in einer ehemaligen Postdienststelle und Schreibwarenhandlung befand, sowie eine Kneipe. Unweit dieser Kreuzung befinden sich an den benachbarten Kreuzungen Richtung Nordwesten (Friesenstraße) ein Sanitär-Laden, eine Metzgerei, sowie an der nächsten Kreuzung in Richtung Südwesten (Thüringer Straße) ein Spielplatz und die evangelische Lutherkirche. Nahe dem Spielplatz befindet sich der Sportplatz des SC Buschhausen & des TuS Buschhausens.
Im südlichen Bereich Buschhausens befindet sich das großzügige Gewerbegebiet Buschhausen, das von der A 42 südlich tangiert wird und unmittelbar über die Anschlussstelle Oberhausen-Buschhausen der A 42 erreichbar ist. Die Autobahn ist auch gleich die Grenze zu Lirich.
Der Ortsteil Forsterbruch im Osten des Stadtteils, entlang der Hollandstrecke, ist der letzte noch landwirtschaftlich geprägte Teil Buschhausens.

## Statistik
Zum 31. Dezember 2022 wohnten 8.117 Menschen in Buschhausen.
- Minderjährigenquote (unter 18-Jährige): 14,2 % (Oberhausener Durchschnitt: 16,9 %)
- Altenquote (über 65-Jährige): 22,5 % (Oberhausener Durchschnitt: 22,2 %)
- Ausländeranteil: 12,3 % (Oberhausener Durchschnitt: 18,2 %)
- Anteil Bevölkerung mit Migrationshintergrund insgesamt: 26,1 % (Oberhausener Durchschnitt: 33,4 %)

## Verkehr

### Straße
Oberhausen-Buschhausen ist über die gleichnamige Anschlussstelle 9 der A 42 erreichbar. Über das daran angrenzende Autobahnkreuz Oberhausen-West ist die A 3 erreichbar.

### Schiene
Der ehemalige Bahnhof Buschhausen an der Bahnstrecke Oberhausen–Wesel zwischen Skagerrak- und Brinkstraße  wurde 1983 stillgelegt. Zudem lag Buschhausen an der Bahnstrecke Duisburg-Ruhrort–Dortmund.
Der nächstgelegene Personenbahnhof ist Oberhausen-Sterkrade an der Bahnstrecke Oberhausen–Arnhem.

### ÖPNV
Buschhausen ist im Liniennetz der STOAG aufgrund seiner Nähe zum Bahnhof Sterkrade sehr gut erschlossen. Von der Zentralhaltestelle Buschhausen Mitte bestehen Busverbindungen in Richtung 
- Sterkrade Bf, sowie über diesen hinaus nach Königshardt, Alsfeld und Holten Bf und Schmachtendorf, sowie
- in der südlichen Gegenrichtung zum Hauptbahnhof, nach Lirich, Oberhausen- und nach Mülheim-Dümpten, sowie
- in westlicher Gegenrichtung durch die Linie 908 der Duisburger Verkehrsgesellschaft (DVG) in die Duisburger Stadtteile Neumühl, Obermarxloh, Hamborn und Bruckhausen.

Darüber hinaus befindet sich in der Max-Eyth-Straße der Betriebshof der STOAG.
Bereits am 23. Oktober 1913 ging eine Strecke der damaligen Straßenbahn von Sterkrade nach Buschhausen (2,8 Kilometer) in Betrieb, welche bis 1968 eingestellt wurde.
| Linie | Linienweg | Takt (Mo–Fr) | Betreiber |
| ----- | --- | ------------ | --------- |
| SB94  | Essen-Frintrop Unterstraße (Anschluss an Straßenbahnlinie 105) – Stadtgrenze Essen – Marienburgstraße – Rathaus – Oberhausen Hbf – Bero-Zentrum – Lirich – Buschhausen Mitte – OB-Sterkrade Bf – Osterfeld Mitte – OB-Osterfeld Süd Bf – Marina/Sea-Life | 20 min       | STOAG     |
| SB97  | OB-Sterkrade Bf – Buschhausen Mitte – Lirich – Bero-Zentrum – Oberhausen Hbf – Anne-Frank-Realschule (verkehrt nicht während der Sommerferien) | 20 min       | STOAG     |
| 908   | OB-Sterkrade Bf – Buschhausen Mitte – Duisburg-Neumühl – Obermarxloh – Hamborn St.-Johannes-Hospital | 30 min       | DVG       |
| 935   | OB-Sterkrade Bf – Buschhausen Friesen-/Beerenstraße – Duisburg-Röttgersbach – Marxloh Pollmann – Hamborn – Duisburg-Neumühl – Buschhausen Westmarkstraße – Oberhausen-Lirich – Bero-Zentrum – Oberhausen Hbf – Anne-Frank-Realschule                     | 60 min       | STOAG/DVG |
| 954   | Walsumermark Hirschkamp – Neuköln – Brink – Walsumermark Eichsfeldstr. – Schmachtendorf – Waldhuck – Barmingholten – OB-Holten Bf – Holten Markt – Biefang Dienststraße – Buschhausen Friesen-/Beerenstraße – OB-Sterkrade Bf                            | 30 min       | STOAG     |
| 955   | Schmachtendorf Heinrich-Böll-Gesamtschule – OB-Holten Bf – Siedlung Dunkelschlag – Alsfeld – OB-Sterkrade Bf – Buschhausen Mitte – Lirich – Bero-Zentrum – Oberhausen Hbf – Anne-Frank-Realschule                                                        | 60 min       | STOAG     |
| 976   | Königshardt Falkestr. – Tackenberg – OB-Sterkrade Bf – Buschhausen Mitte – Stadtwerke – Oberhausen Hbf – Styrum Nohlstr. – Schladschule – Schlad Wehrstr. – Mülheim-Dümpten Heifeskamp                                                                   | 20 min       | STOAG     |
| 995   | Duisburg-Marxloh Pollmann – Obermarxloh – Duisburg-Neumühl – Buschhausen Westmarkstraße – Lirich – Bero-Zentrum – Oberhausen Hbf – Anne-Frank-Realschule                                                                                                 | 60 min       | STOAG/DVG |
| NE5   | NachtExpress: OB-Sterkrade Bf – Buschhausen Mitte – Stadtwerke – Lirich – Bero-Zentrum – Oberhausen Hbf | 60 min       | STOAG     |

1. 1 2 3  Die Buslinien 935, 954 und 995 berühren Buschhausen nur am nördlichen bzw. westlichen Rand und bedienen daher nicht die Zentrale Haltestelle Buschhausen Mitte.